# 白鳥智香子
白鳥 智香子（しらとり ちかこ、1973年6月25日 - ）は、日本の元女子プロレスラー。身長165cm、体重53kg。血液型B型。東京都目黒区出身。夫はプロレスラーの丸山敦である。本名：丸山 智香子（旧姓：長谷川）。

## 経歴
1991年10月4日、全日本女子プロレス後楽園ホールにおいて、玉田りえ戦でデビュー。当時は旧姓の「長谷川 智香子」としてリングに上がっていた。その後、アジャ・コングら率いる「ジャングル・ジャック」に加入している。
1993年8月頃より「お嬢様スタイル」のキャラクターとして「白鳥 智香子」に改名、1994年に腰の負傷を理由に全日本女子を退団した。
1995年、吉本女子プロレスJd'が設立することに伴い、現役復帰を果たす。しかし1998年にJd'を退団、その後は自身の事務所（「白鳥智香子オフィス」）を立ち上げ、大阪プロレスなどを中心に転戦した。1999年、レディ・アパッチェを破りCMLL JAPAN初代女子王座を獲得する。
2001年6月8日、自身の引退興行を行い現役を引退した。引退後は大阪プロレスのスタッフとして活動し、当時「タイガースマスク」の名義で同団体で活動していた丸山と2005年9月に入籍した。

## 得意技
ドラゴンスープレックス
DDT
裏拳

## タイトル歴
- CMLL JAPAN女子王座

## テレビ出演
- 仮面ライダークウガ（2000年、テレビ朝日） - ズ・メビオ・ダ 役
- 新婚さんいらっしゃい!（朝日放送系） - 夫のタイガースマスク（丸山敦）と一緒に一般人として出演。

## 映画出演
- 大阪ビッグ・リバー・ブルース 平成名探偵 阪田京介2（1997年） - 本城かすみ 役